# Santiago Hoyos
Santiago Abel Hoyos (ur. 3 czerwca 1982 w Buenos Aires) – argentyński piłkarz występujący najczęściej na pozycji środkowego obrońcy, obecnie zawodnik meksykańskiej Santos Laguny.

## Kariera klubowa
Hoyos jest wychowankiem zespołu Club Atlético Lanús. Do seniorskiej drużyny został włączony w wieku 18 lat; w argentyńskiej Primera División zadebiutował 6 grudnia 2000 w wygranym 4:2 spotkaniu z Racing Clubem. W swoim debiutanckim sezonie, Apertura 2000, wystąpił w sumie w trzech spotkaniach. W wiosennych rozgrywkach Clausura 2011 wywalczył sobie miejsce w wyjściowym składzie, strzelił także pierwszego gola w najwyższej klasie rozgrywkowej.
Rozgrywki 2004/2005 Hoyos spędził na wypożyczeniu z innym zespole z siedzibą w stołecznym Buenos Aires, San Lorenzo de Almagro. W barwach tej drużyny nie osiągnął większych sukcesów, jednak wziął udział w pierwszym turnieju międzynarodowym w swojej karierze – Copa Sudamericana 2004, gdzie odpadł już w 1/8 finału. Ogółem w barwach San Lorenzo Hoyos wystąpił w sześciu meczach ligowych, a także w trzech spotkaniach w Copa Sudamericana i Copa Libertadores. Także po powrocie do Lanús wziął udział w kilku rozgrywkach międzynarodowych. Osiągał także sukcesy na arenie krajowej – dwa wicemistrzostwa Argentyny w rozgrywkach Clausura 2006 i Clausura 2011, a także mistrzostwo (pierwsze w historii klubu) w sezonie Apertura 2007.
Latem 2011 Hoyos został graczem meksykańskiej ekipy Club Santos Laguna z siedzibą w mieście Torreón, której trenerem był jego rodak – Argentyńczyk Diego Cocca. W tamtejszej Primera División zadebiutował 23 lipca 2011 w wygranej 4:1 konfrontacji z Pachucą, natomiast pierwszą bramkę strzelił 5 listopada tego samego roku w wygranym 3:0 meczu z Atlasem. W swoim pierwszym sezonie w nowym kraju, Apertura 2011, Hoyos pełnił funkcję podstawowego gracza Santos Laguny i wywalczył z nią wicemistrzostwo Meksyku.
| Sezon     | Klub                   | Kraj      | Rozgrywki        | Mecze | Bramki |
| --------- | ---------------------- | --------- | ---------------- | ----- | ------ |
| 2000/2001 | Club Atlético Lanús    | Argentyna | Primera División | 21    | 2      |
| 2001/2002 | Club Atlético Lanús    | Argentyna | Primera División | 15    | 1      |
| 2002/2003 | Club Atlético Lanús    | Argentyna | Primera División | 19    | 0      |
| 2003/2004 | Club Atlético Lanús    | Argentyna | Primera División | 16    | 0      |
| 2004/2005 | San Lorenzo de Almagro | Argentyna | Primera División | 6     | 0      |
| 2005/2006 | Club Atlético Lanús    | Argentyna | Primera División | 13    | 0      |
| 2006/2007 | Club Atlético Lanús    | Argentyna | Primera División | 35    | 2      |
| 2007/2008 | Club Atlético Lanús    | Argentyna | Primera División | 17    | 0      |
| 2008/2009 | Club Atlético Lanús    | Argentyna | Primera División | 26    | 0      |
| 2009/2010 | Club Atlético Lanús    | Argentyna | Primera División | 33    | 3      |
| 2010/2011 | Club Atlético Lanús    | Argentyna | Primera División | 33    | 3      |
| 2011/2012 | Club Santos Laguna     | Meksyk    | Primera División |       |        |